# Eugenia spruceana
Eugenia spruceana är en myrtenväxtart som beskrevs av Otto Karl Berg. Eugenia spruceana ingår i släktet Eugenia och familjen myrtenväxter. Inga underarter finns listade i Catalogue of Life.